# Percheron

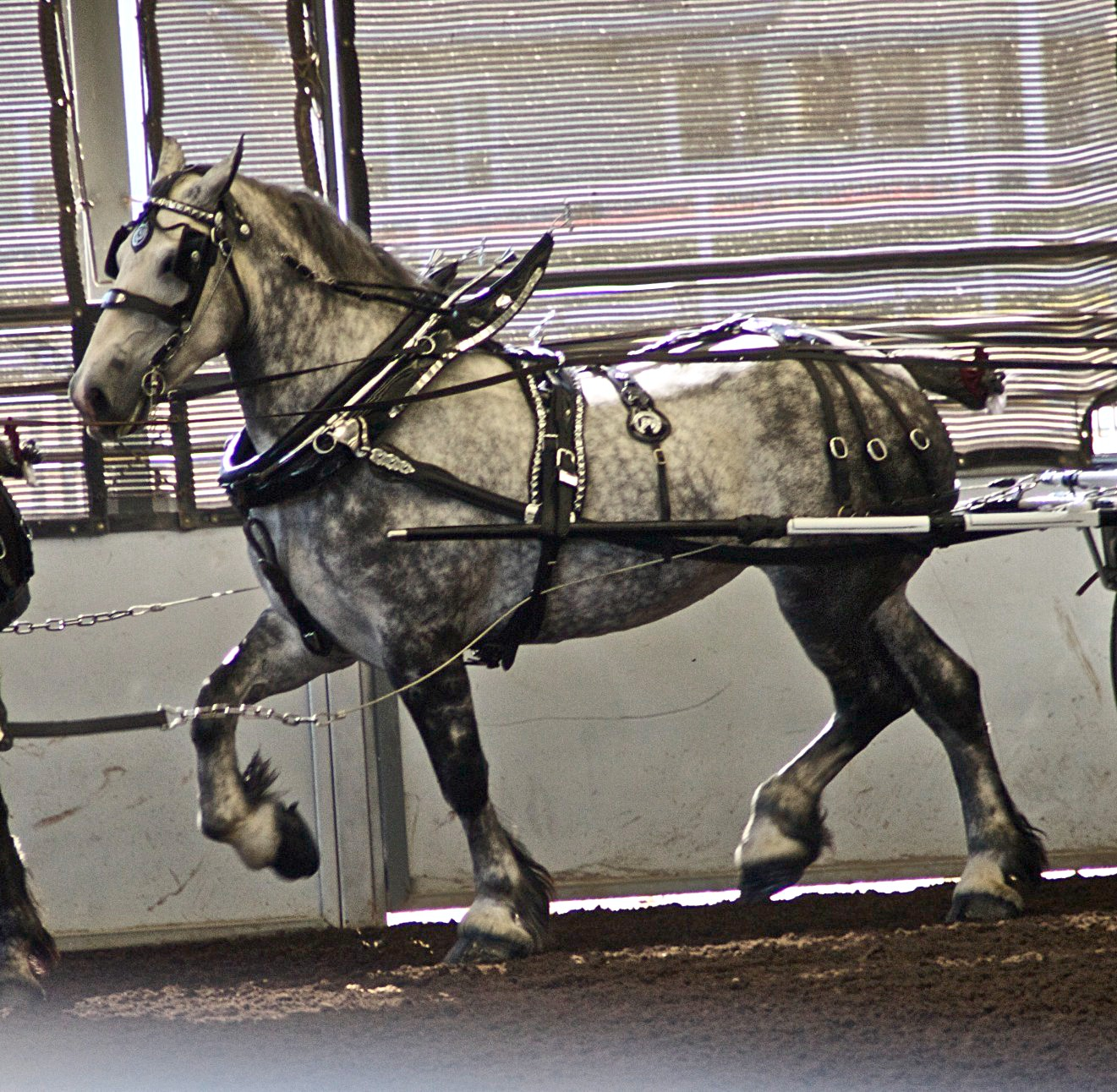
Percheron înhămat

Percheronul [perșeron] este o rasă de cai de tracțiune care provine din valea râului Huisne în provincia Perche (regiunea Normandia, Franța) de la care rasa își trage numele. De obicei fiind suri sau negri, percheronii au musculatura bine-dezvoltată și sunt cunoscuți pentru inteligență și dorința de a munci. Deși originea lor exactă nu este cunoscută, în secolul al XVII-lea strămoșii rasei erau deja prezenți în zonă. Au fost inițial crescuți pentru a fi folosiți la război. În timp, au început să fie înhămați la diligențe și mai târziu folosiți în agricultură și la transportul mărfurilor grele. La cumpăna secolelor al XVIII-lea și al XIX-lea rasei i-a fost adăugat sânge arab. Exportul de percheroni din Franța în Statele Unite și alte țări a crescut exponențial la sfârșitul secolului al XIX-lea, iar primul registru genealogic doar al percheronilor a luat ființă în Franța în 1883.
Înainte de Primul Război Mondial mii de percheroni au fost exportați din Franța în Statele Unite, însă după începutul războiului a fost declarat un embargo. Rasa a fost folosită pe larg în timpul războiului, unii cai fiind chiar reimportați din SUA în Franța. Începând din 1918 percheronii au început să fie crescuți în Marea Britanie și a fost întemeiată Societatea Britanică a Calului Percheron. După o serie de schimbări de nume și de proprietari ai registrului, actualul registru genealogic al percheronilor din SUA a fost creat în 1934. În anii 1930 percheronii reprezentau 70% din șeptelul cailor de tracțiune din SUA, dar numărul acestora a scăzut substanțial după cel de-al Doilea Război Mondial. Cu toate acestea numărul lor a început să crească și în 2009 doar în SUA au fost înregistrați anual circa 2.500 de cai. Rasa este încă folosită pe larg pentru tracțiune, iar în Franța și în alimentație. Au fost încrucișați cu mai multe rase de cai ușori pentru a obține cai pentru ciobani și pentru sport. Percheronii de rasă pură sunt folosiți In industria forestieră și pentru a trage trăsurile, precum și pentru călărie, inclusiv competiții în disciplinele de echitație engleză, cum ar fi săriturile peste obstacole.

## Caracteristici

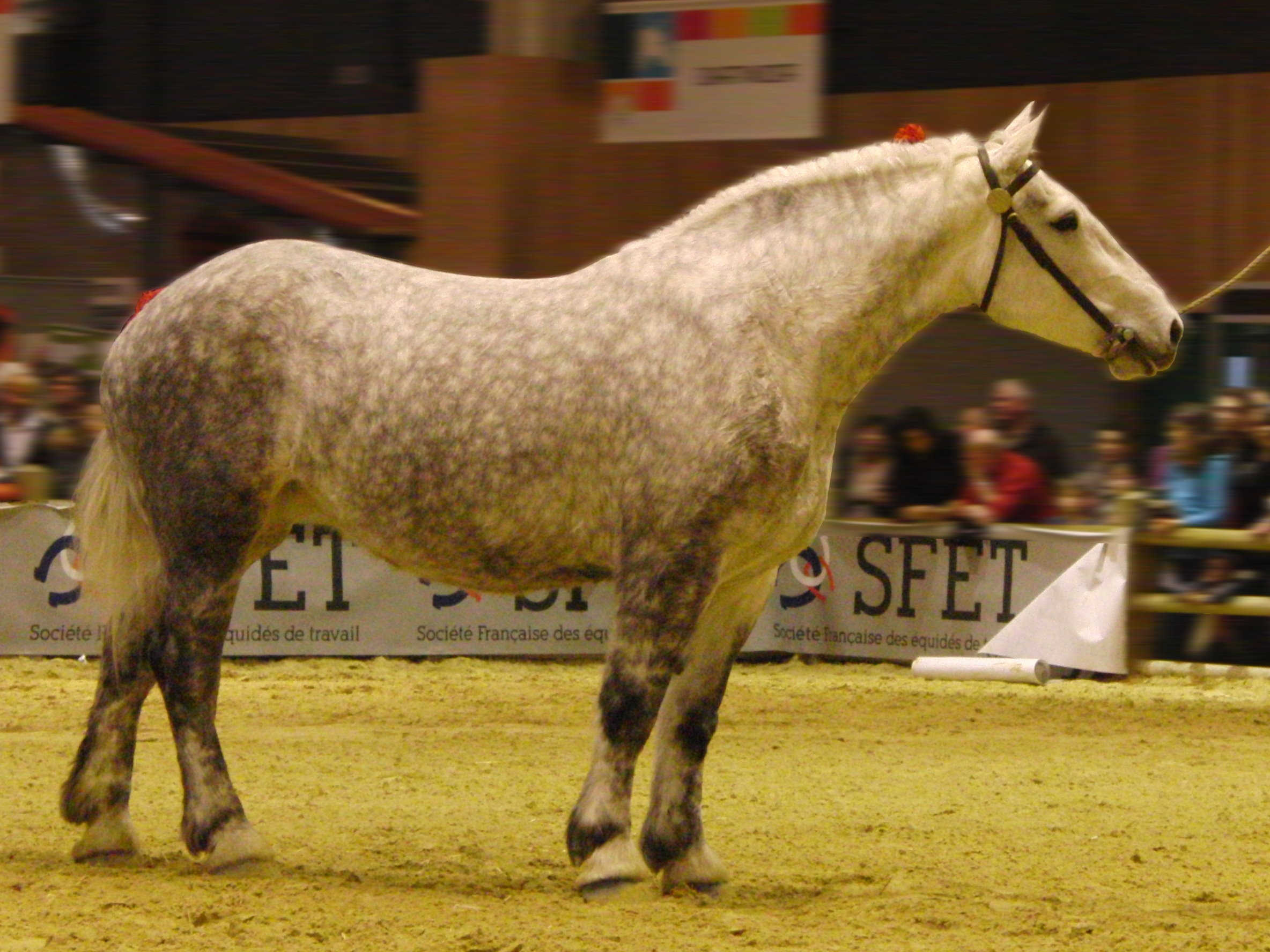
Un percheron sur-rotat

Mărimea considerată ideală pentru un percheron variază în diferite țări. În Franța înălțimea variază de la 15,1 până la 18,1 palme (empan) sau 155-185 cm, și greutatea de la 500 până la 1200 kg. Percheronii din SUA au în general între 16,2 și 17,3 palme (168-180 cm), mai rar între 15-19 palme (152-193 cm). Percheronii americani cântăresc în medie 860 kg, iar greutatea lor maximă este de vreo 1200 kg. În Marea Britanie, 16,2 palme (168 cm) este cea mai mică înălțime acceptabilă pentru armăsari și 16,1 palme (165 cm) pentru iepe, în timp ce greutatea variază de la circa 900-1.000 kg pentru armăsari până la 820-900 kg pentru iepe. În general sunt suri sau negri, deși registrul american permite și înregistrarea cailor vineți, murgi și roibi. Doar caii suri sau negri pot fi înregistrați în Franța și Marea Britanie. Mulți cai au semne albe pe cap și picioare, dar registrele consideră că albul excesiv este nedorit.

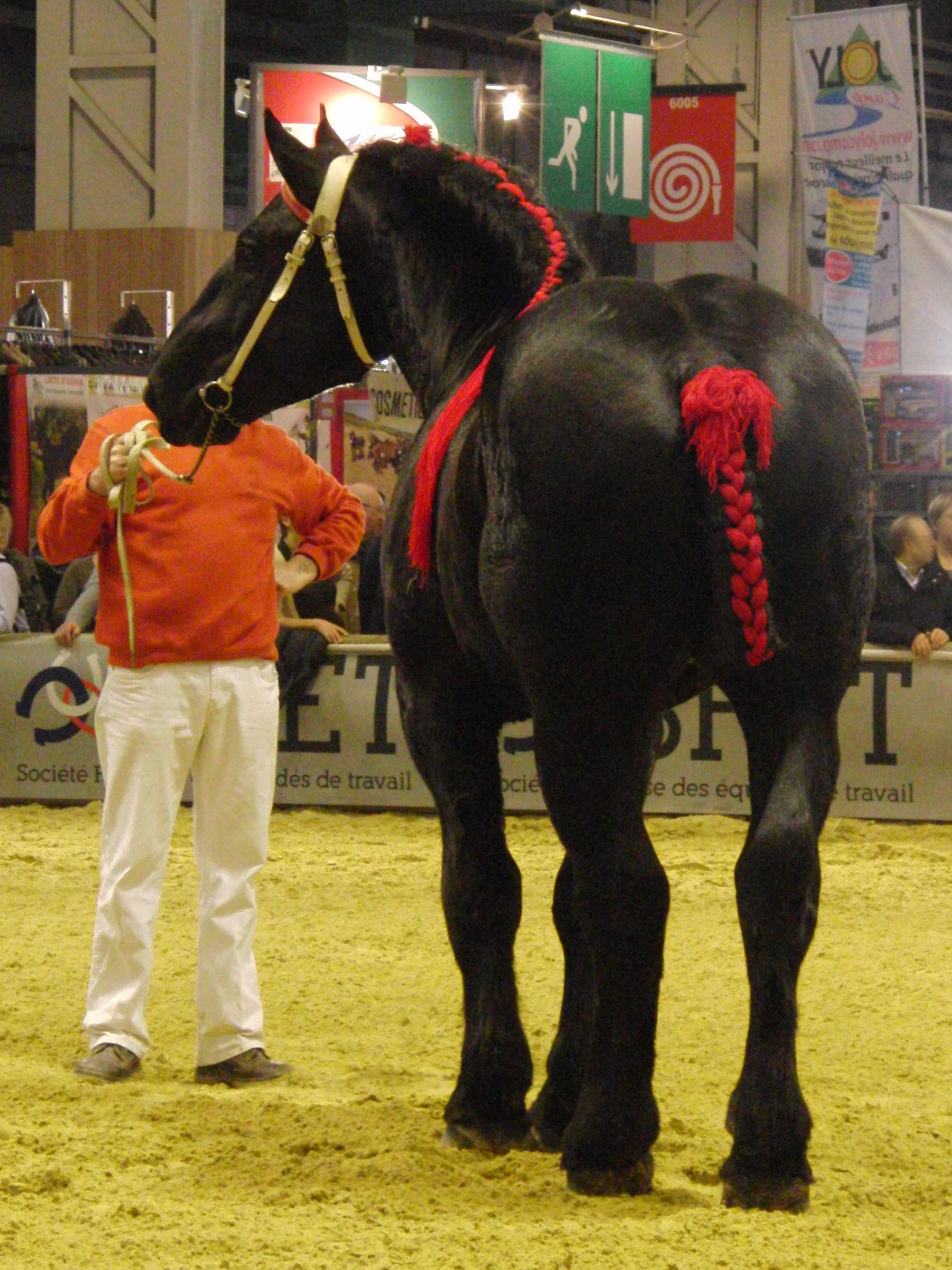
Un percheron negru

Capul are un profil drept, fruntea largă, ochii mari și urechile mici. Pieptul este profund și lat, iar crupa lungă și dreaptă. Picioarele sunt curate și musculoase. Impresia generală a unui percheron este una de putere și rezistență. Entuziaștii descriu temperamentul său ca fiind mândru și alert, iar membrii rasei sunt considerați inteligenți, iubitori de muncă și cu un caracter bun. Sunt considerați ușor de întreținut și se adaptează bine la tot felul de condiții și climă. În secolul al XIX-lea ar fi putut traversa la trap până la 60 kilometri (37 mi) pe zi. Caii din registrul francez sunt marcați pe gât cu literele „SP” împletite, inițiale ale Société Hippique Percheronne.

## Istorie
Rasa Percheron provine din valea râului Huisne care izvorăște în departamentul Orne, parte a provinciei istorice Perche, de la care rasa își trage numele. Au fost propuse mai multe teorii cu privire la strămoșii rasei, deși originile sale exacte nu sunt cunoscute. O parte dintre progenitori ar fi fost iepele capturate de Clovis I de la bretoni ceva timp după 496 d.Hr. Alții ar putea fi armăsarii de cavalerie andaluzi aduși din Spania de invadatorii musulmani în secolul al VIII-lea. Maurii au fost învinși în bătălia de la Poitiers din 732 d.Hr., iar o parte dintre caii lor ar fi putut fi capturați de oștenii din Perche. O altă teorie susține că rasele Percheron și Boulonnais sunt înrudite, și că Boulonnais au influențat percheronii, fiind aduși în Bretania ca întăriri pentru legiunile lui Cezar. Se știe că în secolul al VIII-lea armăsarii andaluzi au fost încrucișați cu iepe originare din zonă, iar mai mult sânge oriental a fost adăugat de contele de Perche după întoarcerea sa din cruciade și din expedițiile pe teritoriul revendicat de Spania. Mai mult sânge din rasele spaniole a fost adăugat când Rotrou III a importat cai din Castilia. Indiferent de teoriile privind originea, istoricii rasei sunt de acord că terenul și clima din Perche au avut cea mai mare influență asupra dezvoltării rasei. O posibilă referire la cal este făcută în romanul din secolul al XIII-lea Guillaume de Dole, în care personajul principal cere ca „calul contelui de Perche” să fie pregătit, având în vedere eventual „„ calul mare ”, care putea ține un cavaler în armură” și a fost crescut în cadrul geografic al poemului.
În secolul al XVII-lea caii din Perche, strămoșii percheronului din prezent, erau mai mici, având între 15 și 16 palme (152-163 cm) înalțime, și mai agili. Acești cai erau aproape complet suri; picturile și desenele din Evul Mediu arată în general cavalerii francezi pe bidivii de această robă. După dispariția cavalerilor în armură, accentul a fost pus pe prăsirea unor cai capabili să tragă trăsuri grele la trap rapid. Caii suri erau preferați, deoarece culoarea lor deschisă era mai vizibilă noaptea. Acest nou tip de cal a fost numit „Calul de Diligență”, deoarece trăsurile pe care le trăgeau se numeau „diligențe”. După ce locul diligențelor a fost luat de calea ferată, a apărut tipul modern de percheron ca un cal puțin mai greu pentru a fi folosit în agricultură și pentru transportul greu, cărând mărfuri din docuri la terminalele feroviare.

### Secolul al XIX-lea

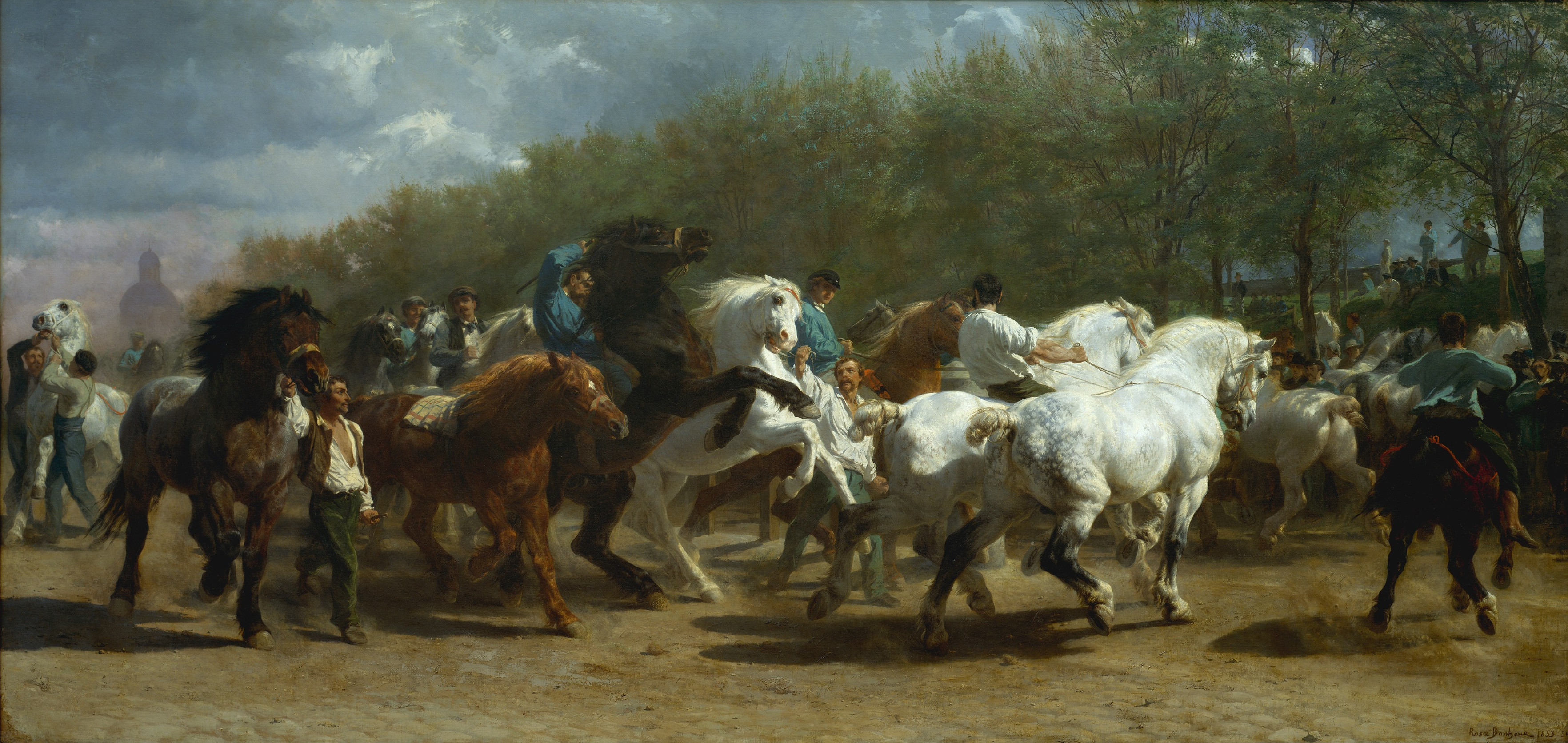
O pictură de la mijlocul secolului al XIX-lea de Rosa Bonheur, care înfățișează un târg de cai în Franța, printre care și percheroni

Din 1760 armăsarii arabi au fost puși la dispoziția crescătorilor de percheroni pentru a fi folosiți la reproducerea cailor pentru armată la herghelia regală de la Le Pin. Între 1789 și începutul anilor 1800, percheronul era în pericol de a dispărea, deoarece creșterea cailor a avut de suferit în timpul Revoluției Franceze și după aceasta. Primele istorii ale percheronilor indică doi armăsari arabi suri de la Le Pin, Godolphin și Gallipoly, drept producătorii care au contribuit la restabilirea rasei. Totuși cercetările ulterioare au constatat că Godolphin era un arab roib de conformație obișnuită și fără o valoare specială, în timp ce Gallipoly era un cal de călărie cu genealogie necunoscută. Istoricii moderni ai rasei contestă faptul că la începutul secolului al XIX-lea a rămas suficient șeptel pentru a restabili rasa fără o influență arabă suplimentară și afirmă că este improbabil ca doi cai cu genealogie și conformație puțin remarcabile să fi avut o influență semnificativă asupra ei. Jean le Blanc, armăsarul fondator al rasei, s-a născut în 1823 și toți percheronii de astăzi se trag din el. În acel moment rasa a devenit, de asemenea, mai mare, caii din alte districte franceze fiind aduși în Perche pentru a schimba Percheronul dintr-un cal de 540 - 640 kg într-un cal de trăsură cu o greutate medie de 900 kg. În 1883 în Franța a fost creat primul registru genealogic al percheronilor. Până în 1910 șeptelul francez a sporit la aproape 32.000 de cai. Între 1880 și 1920 crescătorii de percheroni din Franța au exportat cai în toată lumea, inclusiv Africa de Sud, America de Sud, Australia și America de Nord.

### Secolele al XX-lea și al XXI-lea
În 1911 societatea franceză a limitat înregistrarea doar la caii care își aveau deja ambii părinți în registrul rasei La începutul secolului al XX-lea percheronul era una dintre cele patru rase majore de cai de tracțiune, alături de Brabancon, Clydesdale și Shire. Crescătorii își puteau vinde caii pentru sume semnificative, în special în Statele Unite și Canada, unde animalele de reproducție aduceau un preț premium.

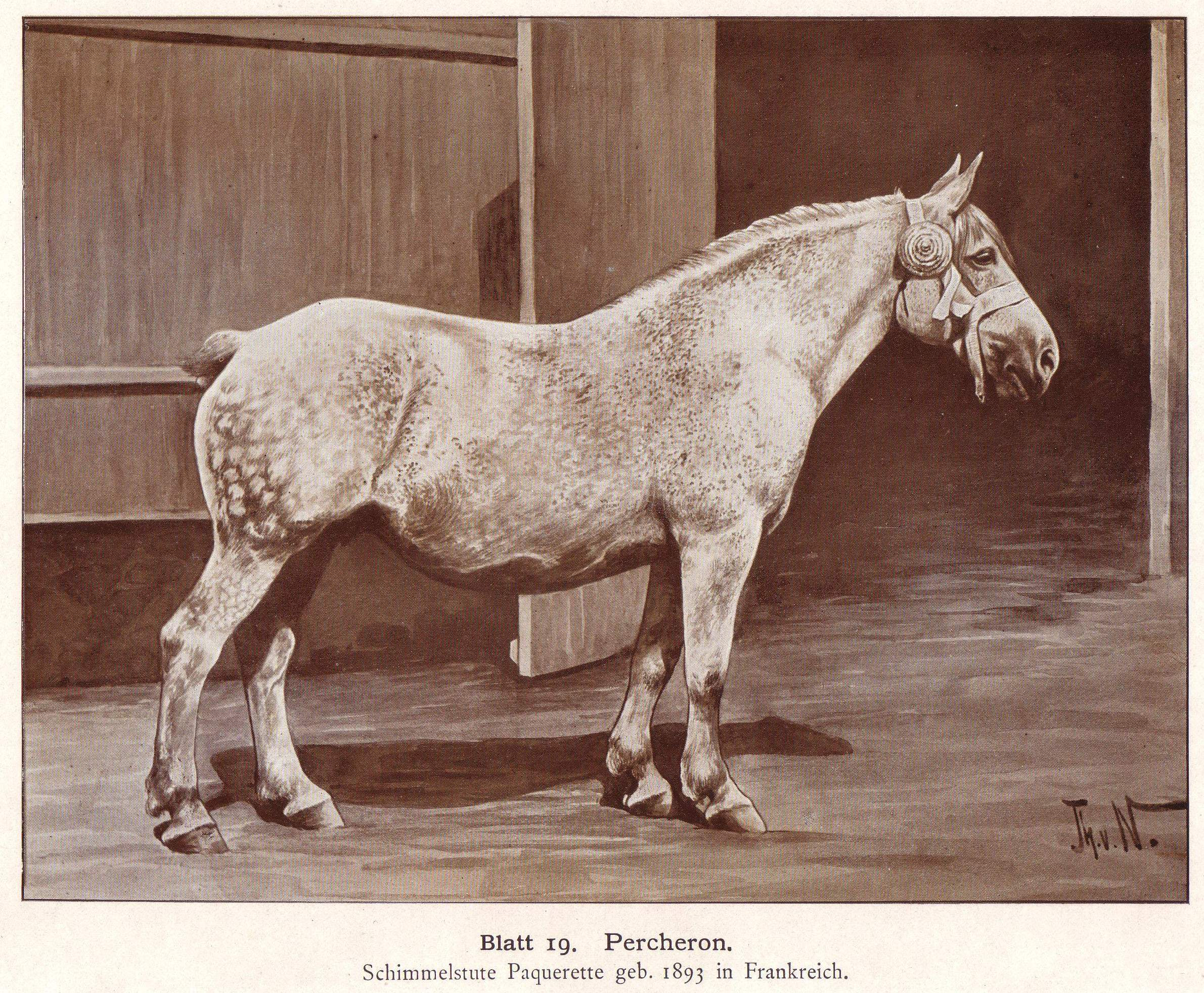
Un desen din 1904 al unui percheron

Înainte de Primul Război Mondial exista o rută înfloritoare de comerț cu percheroni între Nogent-le-Rotrou, Le Havre și SUA. Totuși, după începutul războiului, a fost anunțat un embargo asupra exportului de percheroni francezi. Cu o singură excepție în aprilie 1916 prin care s-a permis transportarea a 59 de cai din Franța în SUA, acest embargo a rămas în vigoare până la sfârșitul războiului. Războiul și-a pus amprenta asupra rasei Percheron, deoarece caii, furajele și îngrijitorii au fost rechiziționați pentru lupte, și chiar și după ridicarea embargoului, Franța nu mai avea calitatea sau cantitatea de șeptel pentru a satisface nevoile crescătorilor americani. Embargoul a creat un boom reproductiv în SUA, eliminând practica anterioară de a importa majoritatea percheronilor din Franța, iar spre sfârșitul războiului caii au fost aduși în direcție opusă - din SUA în Europa - fiind necesari pentru război. Lipsa moțurilor de păr pe picioarele percheronilor îi făcea mai ușor de îngrijit în noroiul în care lucrau adesea la război. Trapul lor rapid pe drumurile asfaltate i-a făcut mai versatili decât vehiculele motorizate și datorită temperamentului lor calm erau de folos la munca cu tunurile și în unitățile de pe linia întâi.
Între 1918 și 1922 peste 350 de percheroni au fost importați în Marea Britanie din Franța și, împreună cu șeptelul din SUA și Canada, au fost folosiți ca producători pentru stabilirea rasei în Regatul Unit. În 1918 s-a înființat Societatea Britanică a Calului Percheron. Crescătorii și proprietarii britanici continuau să importe percheroni din Franța și, ocazional, din Canada, dacă nu costau prea mult.
Până în anii 1930 percheronii reprezentau peste 70 la sută din caii de tracțiune de rasă pură din Statele Unite și toate marile universități aveau grajduri cu percheroni. Recensământul cailor din 1930 a înregistrat peste 33.000 de percheroni în Statele Unite, următoarea rasă după popularitate, Brabanconul, numărând sub 10.000 de exemplare. Un istoric al Percheronului atribuie această popularitate „puterii, energiei, activității, robusteții și rezistenței” rasei. După al Doilea Război Mondial mecanizarea în creștere a determinat o scădere a numărului percheronilor. În 1954 doar 85 de percheroni erau înregistrați în SUA, un minim istoric. Anii 1950, 1960 și începutul anilor 1970 au fost ani grei pentru percheronii americani, iar reproducerea s-a redus la doar câteva ferme. Cu toate acestea, acești crescători au menținut șeptelul american în viață, iar anii 1980 au fost martorii unui interes reînnoit pentru această rasă.

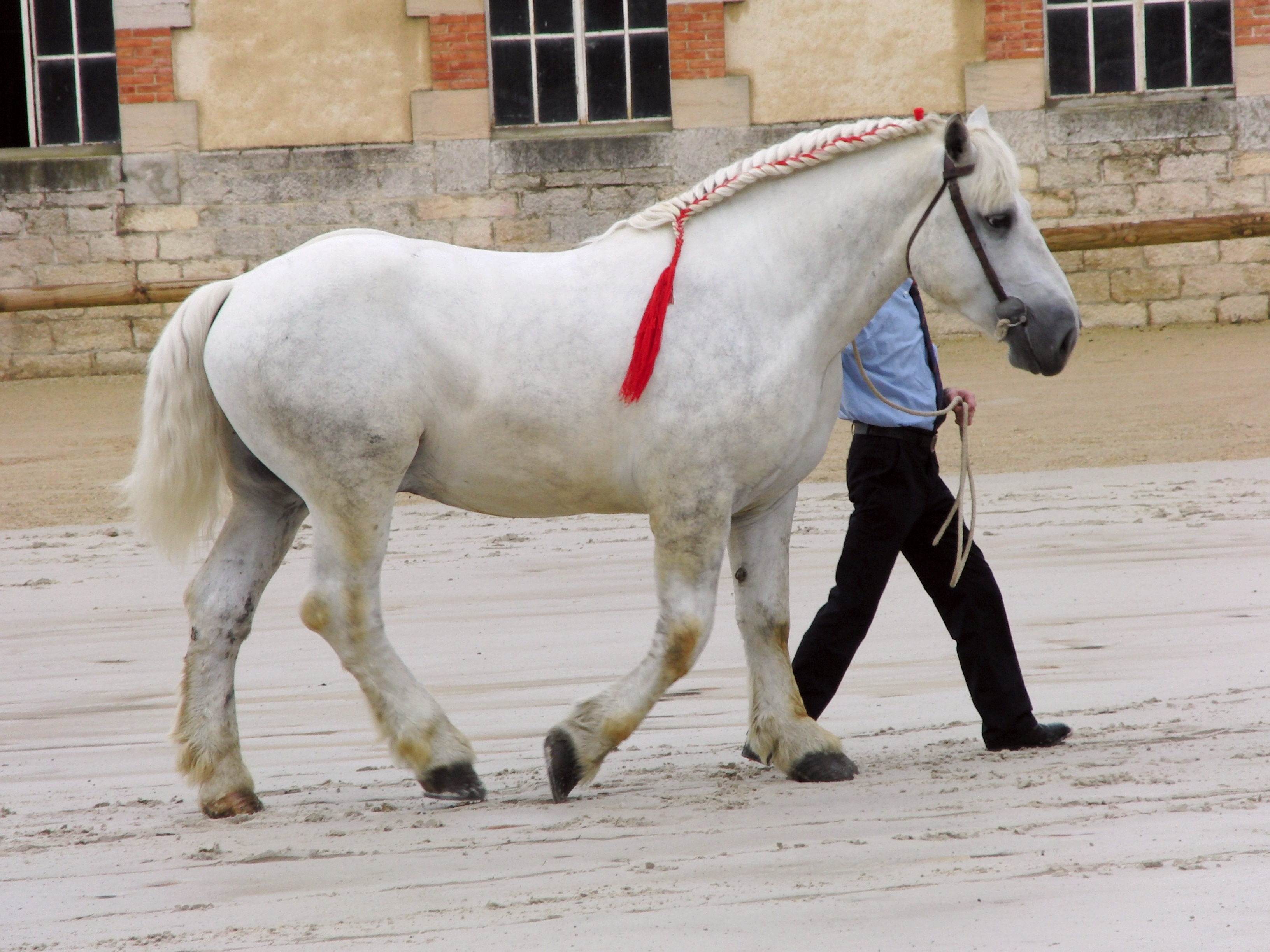
Un armăsar condus la inspecție la o herghelie franceză

În 1966 registrul francez a fost modificat ca să includă și cai de tracțiune din alte zone ale Franței, care erau înrudiți cu Percheronul - inclusiv caii din Berrichon, Nivernais, Marne, Augeron, Bourbonnais, Loire și Saône-et-Loire. Percheronii francezi au fost afectați și de răspândirea mecanizării, iar între 1970 și 1990 s-a pus accentul pe prăsirea cailor mai mari pentru piața cărnii. Lăsați de prăsilă erau armăsarii cei mai mari și grei. Începând cu Congresul Mondial al Percheronului din 1989, crescătorii francezi și-au dat seama că aveau nevoie de o rasă mai ușoară pentru turism, export în Japonia pentru trăsuri și pentru alte piețe. În 1993, cu armăsarul negru Silver Shadows Sheik, s-a lansat tendința de a importa armăsari americani în Franța. Acest armăsar și alții au fost folosiți pentru a da un aspect mai elegant, mai mic și mai grațios percheronului francez, păstrând în același timp structura tradițională a osului și piciorului. Toți armăsarii importați erau negri, reînviind popularitatea percheronilor negri în Franța. Crescătorii francezi continuă să importe armăsari din SUA ca să producă mânzi mai ușori, îndepărtându-se de tipul calului pentru carne de la sfârșitul secolului al XX-lea. Tot în 1993 Société Hippique Percheronne a anticipat creșterea piețelor turistice și de export prin interzicerea cupării, care nu a fost interzisă pentru alte rase de tracțiune până în 1996. Acest lucru a avut loc în parte la solicitarea germanilor și în parte grație influenței unor reviste precum Cheval.
În 1988 în Statele Unite erau 1.088 de percheroni, ajungând la 2.257 până în 1998. În 2009 Asociația Calului Percheron din America avea cai înregistrați în toate cele 50 de state și aproape 3.000 de membri, fiind înregistrați anual aproximativ 2.500 de cai noi. Société Hippique Percheronne de France (Societatea Calului Percheron din Franța) a înregistrat între 750 și 885 de cai în fiecare an între 2007 și 2010. În 2012 American Livestock Breeds Conservancy considera că rasa Percheron „își revine”, ceea ce înseamnă că rasa a depășit numărul necesar pentru a rămâne într-una dintre categoriile „supravegheate”, dar totuși trebuie monitorizată.

## Utilizare

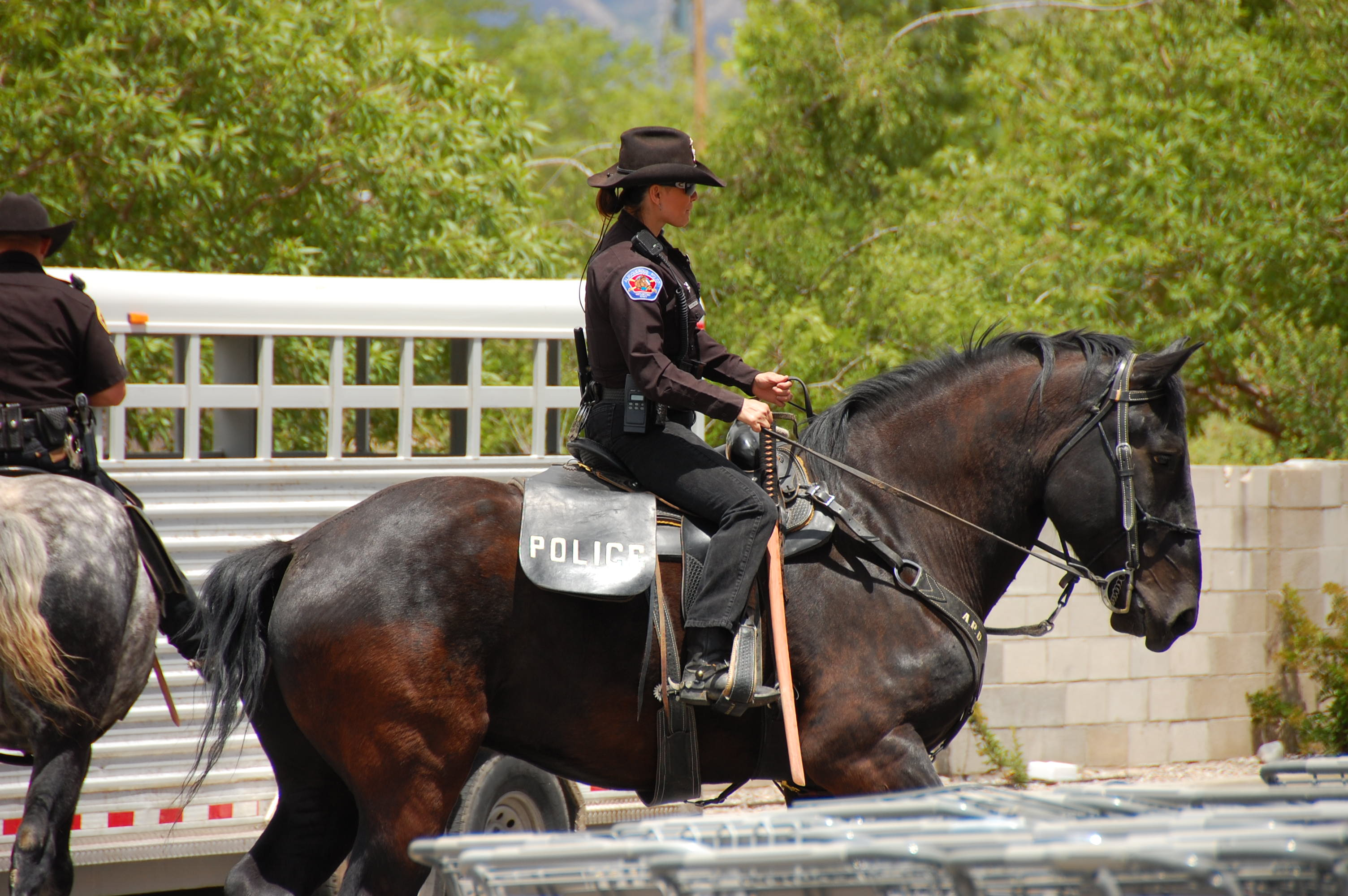
Rasa este uneori folosită pentru călărie.

La nivel mondial percheronul este astăzi cea mai faimoasă și numeroasă dintre rasele de tracțiune franceze. A fost folosit pentru a ameliora atât Calul de Ardennes, cât și Calul de Tracțiune Vladimir și pentru a crea rasa spaniol-normandă, un metis al andaluzului și al percheronului. La sfârșitul secolului al XIX-lea percheronii constituiau majoritatea cailor de tracțiune din Paris. Percheronul este încă folosit pe scară largă pentru tracțiune și, ca și alte rase de tracțiune, este utilizat în Franța și pentru producția de carne. În întreaga lume percheronii sunt folosiți pentru defilări, plimbări cu sania și hayrides, precum și înhămați la trăsură în orașele mari. Cel mai mare atelaj de percheroni din Europa este cel de la Disneyland Paris, unde rasa reprezintă 30% din caii din parc, iar caii trag tramvaiele pe strada principală a parcului. Unul dintre cele mai faimoase atelaje de cai din Statele Unite este Heinz Hitch of Percherons, care a apărut de mai multe ori la Tournament of Roses Parade.
În 1978 în Regatul Unit a avut loc primul Congres Mondial al Percheronului, care de atunci este organizat în fiecare an. Deși majoritatea show-urilor au loc în America de Nord, patru - în 1980, 1989, 2001 și 2011 - au fost organizate în Franța. În fiecare an, în iulie, la Haras du Pin are loc Expoziția Națională Franceză a Percheronului.